# Сватоплук Плускал
Сватоплук Плускал (на чешки: Svatopluk Pluskal) е футболист от Чехословакия, после треньор по футбол.
Роден е в Злин на 28 октомври 1930 г. Играе като халф.

## Кариера

### Като футболист
Има над 700 мача в първенството. Дебютира за националния си отбор на 11 май 1952 г. срещу Румъния в Букурещ – мачът завършва 1:3. Последният му мач е на 25 април 1965 г. в Братислава срещу Португалия (0:1). Участва на световните първенства по футбол през 1954, 1958 и 1962, както и на европейското първенство през 1960 г.
Играе за:
- Летна Жилина, 1943 – 1948
- Свит, 1948 – 1951
- Дукла Прага, 1951 – 1966
- Яблонец, 1966 – 1968

### Като треньор
- Бохемианс, 1968 – 1971
- Паралимни, 1971 – 1974, 1976 – 1978
- Шкода, 1978 – 1979
- Слован Пилзен, 1979 – 1981
- Влазим, 1981 – 1986
- Слушовице

## Успехи
Плускал е шампион през 1953, 1956, 1958, 1961, 1962, 1963, 1964 и 1966 г.
През 1961, 1962 и 1965 става носител на купата.
На световното първенство през 1962 г. става втори в света, а на европейското през 1960 – трети в Европа.
Включен е в отбора на ФИФА срещу Англия през 1963 г. и на Европа срещу Югославия през 1964 г.